# فيكتوريا هارود
فيكتوريا هارود (بالإنجليزية: Victoria Harwood)‏ هي راقصة وممثلة أمريكية، ولدت في 1975 في المملكة المتحدة.

## وصلات خارجية
- فيكتوريا هارود على موقع IMDb (الإنجليزية)
- فيكتوريا هارود على موقع ألو سيني (الفرنسية)
- فيكتوريا هارود على موقع ANN person (الإنجليزية)